# Adam Johann von Krusenstern

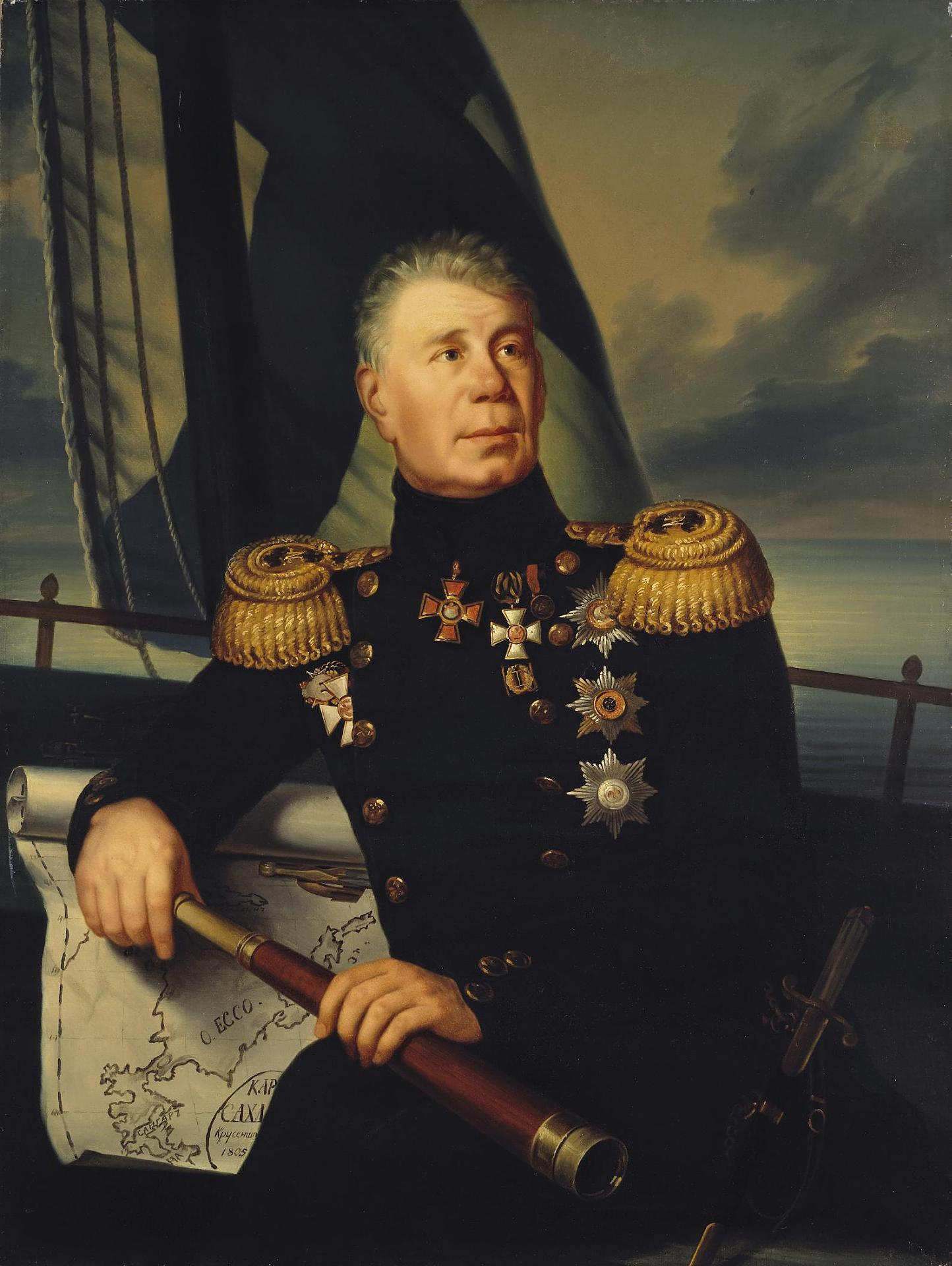
Adam Johann von Krusenstern (1770–1846)

Adam Johann von Krusenstern (russisch Ива́н Фёдорович Крузенштерн, wiss. Transliteration Ivan Fëdorovič Kruzenštern; * 8.jul. / 19. November 1770greg. in Haggud bei Rappel, Estland; † 12.jul. / 24. August 1846greg. auf Schloss Ass bei Gilsenhof, Gouvernement Estland) war ein deutsch-baltischer Admiral der russischen Flotte und Kommandeur der ersten russischen Weltumseglung.

## Leben

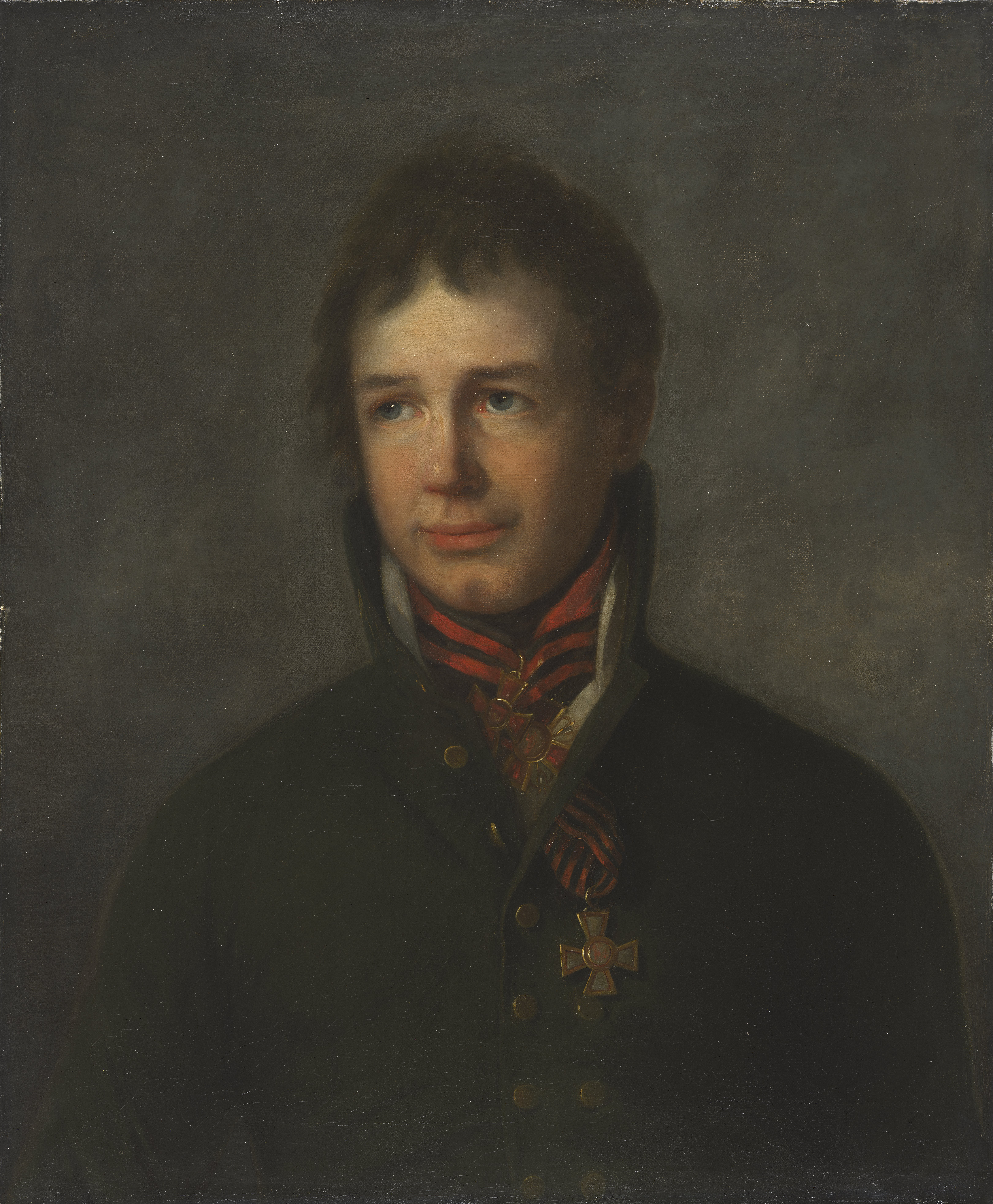
Adam Johann von Krusenstern (um 1808)

Adam Johann von Krusenstern, eins von sechs Kindern des Gutsverwalters Johann Friedrich von Krusenstern (1724–1791), besuchte ab 1782 die Ritter- und Domschule in Riga und ab 1785 die Seekadettenkorps in Kronstadt.  Anschließend nahm er zwischen 1787 und 1790 am Krieg gegen Schweden teil. Er leistete von 1793 bis 1799 Dienst in der britischen Flotte in Nordamerika, Afrika und Asien.
Von 1803 bis 1806 leitete Krusenstern die von Michail Buldakow organisierte russische Weltumsegelungsexpedition. Ziel der Expedition war es, die damals zu Russland gehörenden Gebiete an der Nordwestküste Amerikas zu untersuchen und Handelsverbindungen mit Japan aufzunehmen. Krusenstern segelte als Kapitän des Schiffes Nadeschda am 7. August 1803 aus Kronstadt ab und kehrte am 19. August 1806 wieder dorthin zurück. Zur Expedition gehörte auch die Newa unter dem Kommando Juri Lissjanskis. Diese erste russische Weltumsegelung war durch neue Entdeckungen und durch die genaue Aufnahme und Erforschung zuvor wenig bekannter Länder und Meere eine der ergebnisreichsten Reisen des 19. Jahrhunderts. Die Expedition erforschte die Meerenge von Sangar (heute Tsugaru-Straße), die Westküste der Insel Jesso (heute: Hokkaidō), die La-Pérouse-Straße, die Küste der Insel Sachalin, die Kurilen, die Ostküste Kamtschatkas und die Aleuten. Die Expedition wurde unter anderem von Arzt und Naturforscher Freiherrn Georg Heinrich von Langsdorff, Otto von Kotzebue und Wilhelm Gottlieb Tilesius von Tilenau (1769–1857) begleitet, der sich der Erforschung von Fischen, Weichtieren und Meeresvögeln widmete; nach Ausscheiden des Malers Kurljandzew übernahm er die Aufgaben eines Expeditionszeichner. Weiterer Teilnehmer der Weltumsegelung war Juri Fjodorowitsch Lisjanski.
1806 wurde Krusenstern zum Admiral und zum Leiter des Seekadetten-Korps in Sankt Petersburg ernannt.
Von 1827 bis 1842 war er Direktor des Seekadettenkorps und wurde 1841 zum Generaladmiral ernannt. 1842 reformierte er diese Institution grundlegend. Er berief geeignete Lehrkräfte, sorgte für angemessenes Lehrmaterial und schaffte die vorher übliche Prügelstrafe ab. Aus der von ihm eingeführten Offiziersklasse mit wissenschaftlicher Ausbildung ging die heutige St. Petersburger Marineakademie hervor.
Krusenstern starb am 12. August 1846 auf seinem Landsitz Ass in Estland und wurde in der Domkirche zu Reval beigesetzt.

## Familie
Adam Johann von Krusenstern war verheiratet mit Julie von Taube. Sein Sohn Paul Theodor von Krusenstern war als Polarforscher bekannt. Sein Sohn Otto (1802–1881) war Generalleutnant, Gouverneur und Senator in Sankt Petersburg und Julius (1807–1888) Senator und Leiter der Zivilverwaltung im Königreich Polen. Seine älteste Tochter Charlotte (1816–1881) heiratete 1846 den Historiker und späteren Legationsrat Theodor von Bernhardi (1802–1885). Beide waren die Eltern des preußischen Generals und Militärhistorikers Friedrich von Bernhardi (1849–1930). Ein Enkel Krusensterns war der Polarforscher Otto Paul von Krusenstern (1834–1871).
Krusensterns Cousinen Christine Gertrude von Krusenstern (1769–1803) und Wilhelmine Friederike von Krusenstern (1778–1852) waren nacheinander als zweite und dritte Frau mit dem deutschen Schriftsteller August von Kotzebue verheiratet.

## Mitgliedschaft in wissenschaftlichen Vereinigungen und andere Auszeichnungen
Adam Johann von Krusenstern war Ehrenmitglied der Akademie der Wissenschaften in St. Petersburg. 1810 wurde er korrespondierendes Mitglied der Académie des sciences in Paris. 1815 wurde er zum auswärtigen Mitglied der Göttinger Akademie der Wissenschaften gewählt. 1820 wurde er Mitglied (Fellow) der Royal Society of Edinburgh. 1827 wurde er als korrespondierendes Mitglied in die Preußische Akademie der Wissenschaften aufgenommen. Am 31. Mai 1842 wurde ihm der preußische Orden Pour le Mérite für Wissenschaft und Künste verliehen.

## Gedenken
Vor dem Seekadettenhaus in Sankt Petersburg wurde ihm 1876 ein Denkmal errichtet. Leonid Kruglow wiederholte 2012 Krusensterns Weltumsegelung und schuf einen 3D-Film über die erste russische Weltumsegelung.

## Krusenstern als Namensgeber
- siehe Krusenstern

## Veröffentlichungen
- Reise um die Welt 1803–1806. 3 Bände. Petersburg 1810–1812, mit Atlas (Digitalisat)
- Beyträge zur Hydrographie der größern Ozeane, Leipzig 1819 (Digitalisat)
- Atlas der Südsee / Atlas de l’océan Pacifique. 2 Textbände 1826–1827, 3 Ergänzungsbände 1835, Petersburg 1824–1827.

## Ausstellungen zu Person
- „Reise um die Welt“ – Adam Johann von Krusenstern zum 250. Geburtstag, Ostpreußisches Landesmuseum, Lüneburg 26.9.2020 – 31.1.2021.[9]